# Anders Holch Povlsen
Anders Holch Povlsen (Ringkøbing, 4 novembre 1972) è un imprenditore danese, Amministratore Delegato e unico proprietario della catena internazionale di abbigliamento al dettaglio Bestseller, che comprende Vero Moda, Only e Jack & Jones, una società fondata dai suoi genitori.
È il maggiore azionista del rivenditore britannico di moda su Internet Asos e il secondo più grande del rivenditore tedesco di abbigliamento su Internet Zalando.  È anche il più grande proprietario terriero privato individuale nel Regno Unito con un patrimonio stimato di 6,4 miliardi di dollari
Nel 2019, Povlsen è stato elencato come il danese più ricco secondo Forbes e il più ricco della Scozia con un patrimonio stimato di 8,9 miliardi di dollari Nel 2022 il suo patrimonio era aumentato a 12 miliardi di dollari.

## Biografia
Anders Holch Povlsen è nato nel 1972 da Troels Holch Povlsen e Merete Bech Povlsen. Il primo negozio di abbigliamento della famiglia aprì nel 1975 nella piccola città danese di Brande, con una popolazione di 7.000 abitanti. Presto seguirono altri punti vendita. Anders aveva solo 28 anni quando suo padre lo rese l'unico proprietario di Bestseller. La famiglia ha anche un interesse, insieme a due partner danesi, in Bestseller Fashion Group China, una società che progetta le proprie collezioni per 5.000 negozi in Cina.

## Carriera nella moda
Nel 2013, Povlsen ha acquistato una partecipazione del 10% nel rivenditore tedesco di abbigliamento su Internet Zalando, diventando il suo terzo maggiore azionista. Povlsen aveva già una partecipazione del 27% in ASOS.com, il più grande rivenditore di moda solo su Internet del Regno Unito.

## Proprietà terriere

### Scozia
Nel 2018/2019 è stato riferito che Povlsen possiede 221.000 acri (890 km2; 345 miglia quadrate) di terra in Scozia, rendendolo il più grande proprietario terriero.  Questo patrimonio è salito da un livello del 2012 di 120.000 acri (490 km2; 190 miglia quadrate), quando aveva acquistato altre due grandi proprietà, il Ben Loyal di 24.000 acri e il Kinloch Lodge di 18.000 acri, entrambi a Sutherland, oltre a una tenuta di 47.000 acri che ha acquistato nell'Inverness-shire nel 2006 e una tenuta di 3 acri vicino a Fort William che ha acquistato nel 2008.

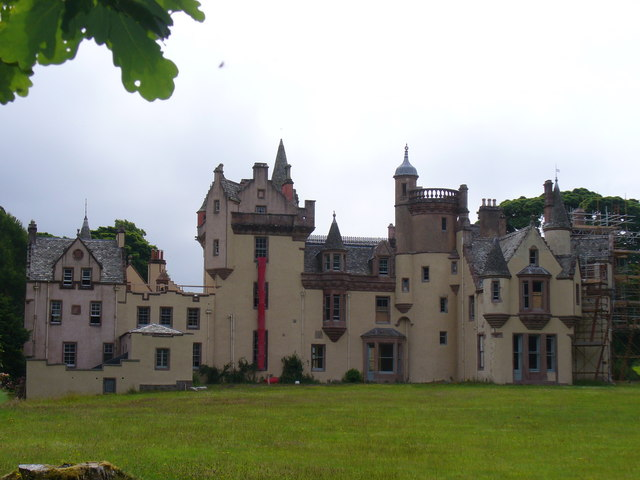
Il castello di Aldourie

Nel 2013,  Povlsen aveva acquistato i 20.000 acri (81 km2; 31 miglia quadrate) di Gaick Estate nell'Inverness-shire all'inizio di quell'anno, portando il suo totale a 150.000 acri (61.000 ettari), secondo solo alle Buccleuch Estates come il più grande proprietario terriero privato della Scozia. Inoltre, Povlsen aveva acquistato terreni nei Borders appositamente per commerciarli con la Forestry Commission, in cambio di 1.000 acri di boschi da aggiungere alla sua tenuta Glenfeshie di 43.000 acri, a sud di Aviemore. Povlsen acquistò Glenfeshie nel 2006 e lo ampliò acquistando la vicina fattoria di Killiehuntly di 4.000 acri.
Nel 2014, ha rilevato il castello di Aldourie sulle rive di Loch Ness per 15 milioni di sterline. Acquistò anche la tenuta di Eriboll a Sutherland. Nel 2017 Povlsen ha acquisito l'edificio Jenners in Princes Street a Edimburgo per  53 milioni di sterline. Ha annunciato piani per rinnovare l'edificio, tra cui un hotel e un ristorante sul tetto.
Ha in programma di combinare le sue proprietà adiacenti e ri-selvatiche.  Tecniche aggressive per facilitare la crescita degli alberi sono state adottate dopo il 2004 e negli anni 2020 a Glenfeshie all'interno del Cairngorms National Park.

### Danimarca

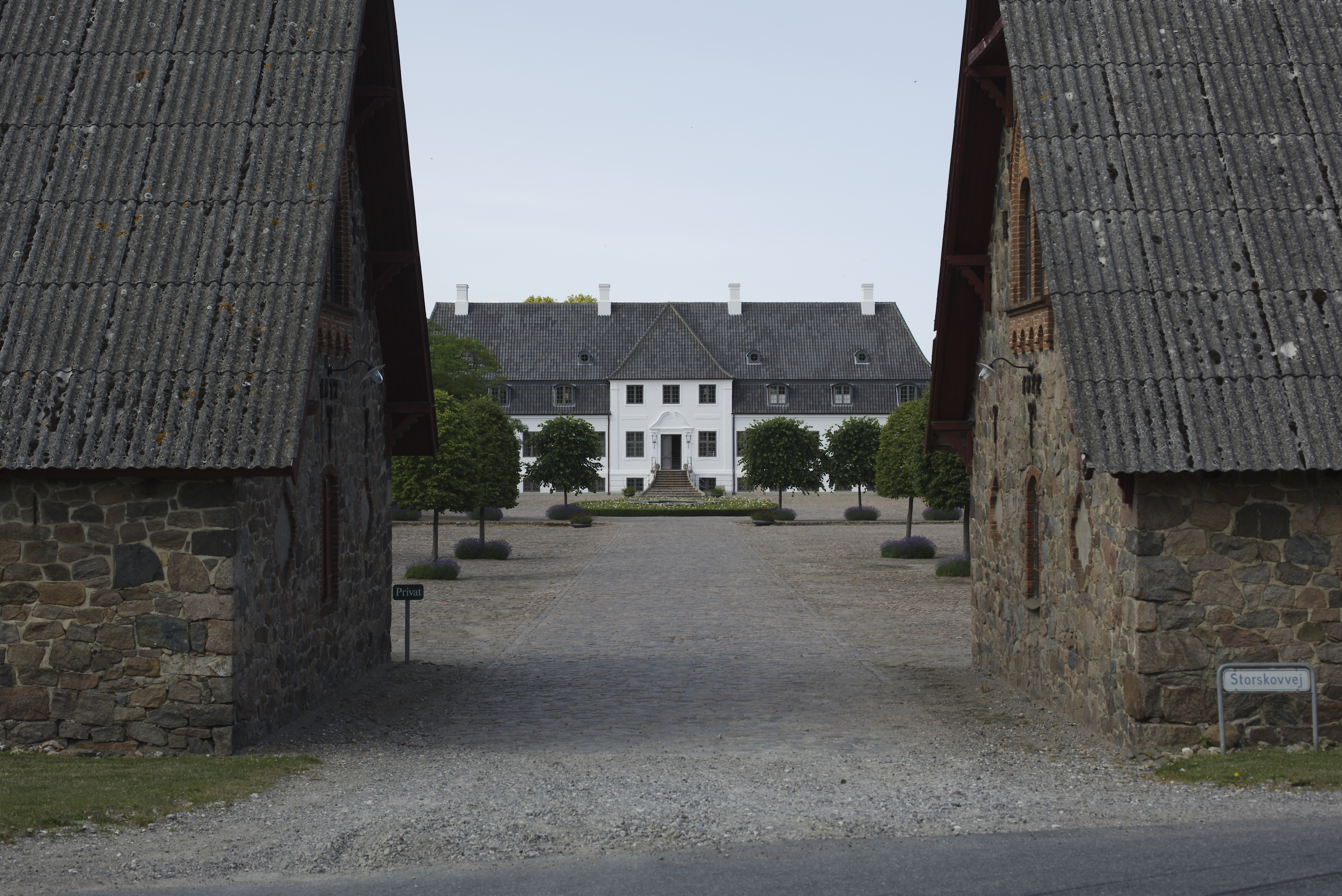
La tenuta di Constantinsborg vicina a Aarhus, Danimarca

In Danimarca, Povlsen possiede e risiede nella vecchia tenuta di Constantinsborg a ovest di Aarhus, insieme a notevoli terreni agricoli e foreste.

### Romania
Povlsen ha acquistato terreni nei Carpazi rumeni per creare una riserva selvaggia per i lupi, gli orsi e le linci sopravvissuti.

## Vita privata
Povlsen è sposato con Anne Holch Povlsen (precedentemente Anne Storm-Pedersen, e la coppia ha avuto quattro figli: Alma, Agnes, Astrid e Alfred. Alma, Agnes e Alfred sono rimasti uccisi nell'hotel Shangri-La Colombo durante gli attentati di Pasqua dello Sri Lanka del 2019, quando la famiglia era in vacanza lì.
Povlsen e la moglie hanno avuto due gemelle meno di un anno dopo, l'11 marzo 2020, e nell'autunno del 2021 sono diventati genitori di un altro figlio.